# Voeltzkowia mobydick
Voeltzkowia mobydick is een hagedis uit de familie skinken (Scincidae). De soort komt alleen voor in noordwestelijk Madagaskar.

## Uiterlijke kenmerken

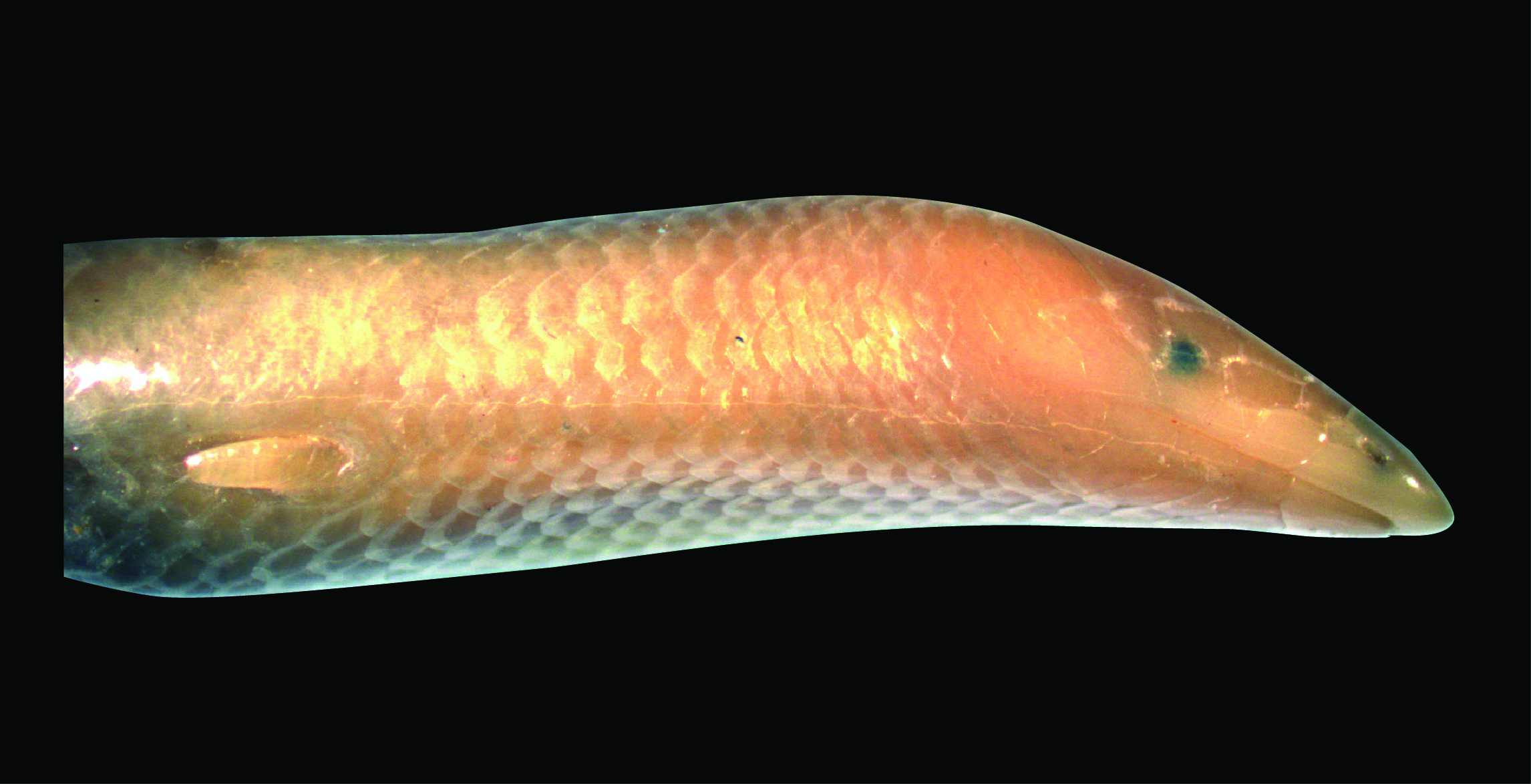
Kop en voorpoten

Net als alle soorten uit het geslacht heeft Voeltzkowia mobydick geen achterpoten. De  voorpoten zijn gevormd als flippers en hebben geen klauwen. De ogen zijn sterk gedegenereerd. Door het ontbreken van pigment heeft de skink een roze,  wormachtig uiterlijk. De twee typespecimina hadden een kop-romplengte van 67 en 71 millimeter en waren in het midden 4 millimeter breed.

## Verspreiding en habitat

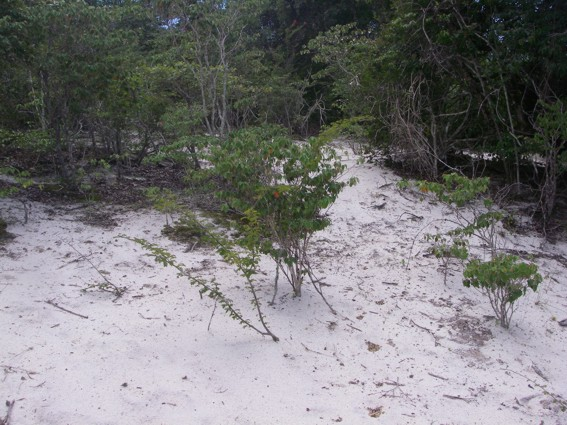
Habitat van de typelocatie

Voeltzkowia mobydick is endemisch in noordwestelijk Madagaskar en alleen aangetroffen in de regio Sofia. De typespecimina werden verzameld in Boriziny. De habitat bestaat uit begroeide gebieden met een losse bodem in de droge loofbossen van Madagaskar

## Taxonomie en naamgeving
De skink werd in 2012 voor het eerst als Sirenoscincus mobydick beschreven door de herpetologen Aurélien Miralles, Mirana Anjeriniaina, Christy A. Hipsley, Johannes Müller, Frank Glaw en Miguel Vences. Zij vernoemden het naar Herman Melville's Moby-Dick. De skink heeft net als de witte potvis geen achterpoten en geen pigment.
In 2015 werd het taxon in het geslacht Voeltzkowia geplaatst. De geslachtsnaam is een eerbetoon aan de Duitse natuuronderzoeker Alfred Voeltzkow (1860–1947).